# ديف كيلر
ديف كيلر (بالإنجليزية: Dave Keller)‏ هو لاعب كرة قاعدة أمريكي، ولد في 28 سبتمبر 1959.

## وصلات خارجية
- ديف كيلر على موقعبيزبول رفرنس.كوم (الدوري الثانوي) (الإنجليزية)